# Guillermina Bravo
Guillermina Bravo (* 13. November 1920 in Chacaltianguis, Veracruz; † 6. November 2013 in Santiago de Querétaro, Mexiko) war eine mexikanische Balletttänzerin, Choreografin und Ballettdirektorin. 1947 war sie Mitbegründerin der Akademie des mexikanischen Tanzes (Academia de la Danza Mexicana) und gründete 1948 zusammen mit Josefina Lavalle in Mexiko-Stadt das mexikanische Nationalballett, das sich seit 1991 im Bundesstaat Querétaro befindet, wo sie ebenfalls 1991 das nationale Zentrum für zeitgenössischen Tanz gründete. Bravo galt als Hauptfigur des modernen mexikanischen Tanzes.

## Biografie
Bravo erlernte Volkstanz an der Escuela Nacional de Danza (spanisch für Nationale Tanz(hoch)schule) und studierte Musik am Conservatorio Nacional de Música, dem nationalen Musikkonservatorium Mexikos. 1938 erhielt sie Unterricht von Estrella Morales. Choreografie erlernte sie autodidaktisch in der Zeit von 1940 bis 1945, in der sie als Ballerina des Ballet de Bellas Artes  (Ballett der schönen Künste; damals geleitet von Waldeen) sowie des Kunsttheaterballetts auftrat. In den Folgejahren gründete sie in Kooperation die Akademie des mexikanischen Tanzes und danach das Nationalballett. Ab 1960 trat sie selbst nicht mehr auf, leitete aber weiterhin das Nationalballett. Bravo war Mitglied der Academia de Artes sowie der World Dance Alliance-Americas und wurde 1979 mit dem Premio Nacional de Ciencias y Artes, dem Nationalpreis für Wissenschaften und Künste, ausgezeichnet. Ferner wurde ihr von der Universidad Veracruzana der Ehrendoktortitel verliehen.